# Ліван на літніх Олімпійських іграх 1984
Ліван брав участь у Літніх Олімпійських іграх 1984 року у Лос-Анджелесі (США) удев'яте за свою історію, але не завоював жодної медалі. Збірну країни представляли 22 учасники, з яких 1 жінка.